# Раде Паприца
Раде Паприца (Фоча, 29. новембар 1956) бивши је српски и југословенски фудбалер, данас фудбалски тренер.

## Биографија
Рођен је 29. новембра 1956. године у Фочи. На почетку фудбалске каријере је играо за Сутјеску из Фоче. Преласком у сарајевски Жељезничар 1977. године стекао је пуну фудбалску афирмацију. Под вођством тренера Ивице Осима са „Жељом” је играо у финалу Купа Југославије 1981. године. Током осамдесетих био је део чувеног нападачког квартета Жељезничара који су поред Паприце чинили још Баждаревић, Никић и Бахтић. Године 1984. потписао је уговор са грчким клубом ПАОК. Био је један од кључних играча када је ПАОК 1985. године освојио грчко првенство.
Играо је за турски Бешикташ годину дана док је тренер био Милош Милутиновић. За Аполон Каламарију једну годину и затим одлази на Кипар три године где наступа за АПОП Пафос (1988-1991).
Након завршетка играчке каријере, Паприца 1992. године одлази у Солун где је радио као тренер у млађим категоријама ПАОК-а.

## Остало
Радетов млађи брат Зоран Паприца који је преминуо 2016. године, такође је био фудбалер. Носио је дрес Сутјеске и сарајевског Жељезничара, а опробао се и у иностранству играјући за клубове из Грчке и са Кипра.

## Успеси
- ФК ПАОК
  - Суперлига Грчке: 1984/85.